# Double Face (film, 2017)
Pour les articles homonymes, voir Double Face.
Pour plus de détails, voir Fiche technique et Distribution.
Double Face (Het tweede gelaat) est un thriller belge réalisé par Jan Verheyen sur un scénario écrit par Carl Jooet et sorti en 2017. Le scénario est inspiré du livre Double Face de Jef Geeraerts. Les rôles principaux sont tenus par Koen De Bouw et Werner De Smedt.
Le film est la suite de Dossier K. de 2009.

## Synopsis
Inséparables, les inspecteurs Vincke et Verstuyft font équipe depuis de nombreuses années.  Mais leur amitié inconditionnelle est fragilisée lorsqu'un tueur en série, après avoir assassiné en Allemagne ou en Belgique, sévit à Anvers pour tuer des jeunes femmes en les décapitant. Alors que Vincke prend contact avec un agent d'Interpol, un profiler hollandais, pour collaborer afin de l'arrêter rapidement, Verstuyft tombe amoureux d'une possible survivante du meurtrier, Rina, une gérante d’un centre de soins psychiatriques partiellement amnésique et très séduisante. De son côté, le tueur en série a une nouvelle proie en tête… 

## Fiche technique
- Titre original : Het tweede gelaat
- Titre français : Double Face
- Réalisation : Jan Verheyen
- Scénario : Carl Joos, d'après le roman Double Face de Jef Geeraerts
- Montage : Philippe Ravoet
- Musique : Joris Oonk et Chrisnanne Wiegel
- Photographie : Danny Elsen
- Production : Peter Bouckaert
- Sociétés de production : Eyeworks Film & TV Drama, Phanta Film, Atlas Film et ZDF
- Société de distribution : Kinepolis Film Distribution
- Pays d'origine :   Belgique
- Langue originale : néerlandais
- Format : couleur
- Genre : thriller
- Durée : 127 minutes
- Dates de sortie :
  -  Belgique : 25 octobre 2017
  -  France : 13 juin 2018 (DVD)

## Distribution
- Koen De Bouw : Eric Vincke
- Werner De Smedt : Freddy Verstuyft
- Greg Timmermans : Wim Cassiers
- Sofie Hoflack : Rina
- Marcel Hensema : Anton Mulder
- Hendrik Aerts : Patrick Manteau
- Ikram Aoulad : Abida
- Jurgen Delnaet : Roth
- Chris van den Durpel : Hoybergs
- Hilde Heijnen : Eva
- Travis Oliver : Cody
- Jasmine Jaspers : Verpleegster ziekenwagen
- Tom Magnus : Forester
- Greet Verstraete : Suzanne
- Kadèr Gürbüz : Parketsecretaresse
- Peter Thyssen : Agent Bewaker
- Michiel De Meyer : Politieman Doel
- Marijke Pinoy : Moeder Tissot
- Kim Hertogs : Mevr. Cody
- Christel Domen : Mevr. Hoybergs
- Julie Van den Steen : Secretaresse
- Karel Vingerhoets : Anatoom Patholoog
- Éric Godon : Concierge
- Erik Goris : Onderzoeksrechter
- Sven De Ridder : Barman Roxy
- Daan Hugaert : Huisarts
- Mark Arnold : Ambassadeur
- Uwamungu Cornelis : Forensisch expert
- Allard Geerlings : Man with black eyes
- Charlotte Vanderdonck : Veronique Stasseys